# Фея-крёстная (фильм)
«Фея-крёстная» (англ. Godmothered) — американская комедия-фэнтези 2020 года, режиссёра Шэрон Магуайр, сценарий написали Кари Гранлунд и Мелисса Стек. Фильм вышел на сервисе Disney + 4 декабря 2020 года.
Фильм получил неоднозначные отзывы критиков.

## Сюжет
Школа фей-крёстных под угрозой закрытия, так как люди перестали верить в счастливый конец «… и жили они долго и счастливо». Элинор, фея новичок, настроена оптимистично: обнаружив письмо 10-летней Маккензи, в котором та просит исполнить свое заветное желание, она отправляется в мир людей и должна превратить жизнь девочки в сказку.

## В ролях
- Джиллиан Белл — Элеонор.
- Айла Фишер — Маккензи Уолш.
- Сантьяго Кабрера — Хью.
- Мэри Элизабет Эллис — Паула.

## Производство
7 сентября 2019 года стало известно, что Walt Disney Pictures разрабатывает фильм о проходящей обучение фее-крёстной под предварительным названием «Фея-крёстная» . Фильм предназначался эксклюзивно для стримингового сервиса компании Disney +.

### Съёмки
Производство фильма началось 20 января 2020 года в Бостоне под рабочим названием Frills. Съемки также прошли в колледже Брасенос в Оксфорде 7 марта 2020 года и завершились к апрелю 2020 года.

## Выпуск
Фильм был выпущен 4 декабря 2020 года на Disney +.
На сайте Rotten Tomatoes, фильм имеет рейтинг 68 % на основе 66 отзывов критиков со средним рейтингом 5,6 / 10. На Metacritic он имеет средневзвешенный балл 49 из 100 на основе 12 отзывов, что указывает на «смешанные или средние отзывы».